# باري بروك
باري بروك (بالإنجليزية: Barry Brook)‏ هو عالم بيئة أسترالي، ولد في 28 فبراير 1974 في ملبورن في أستراليا.